# Fejervarya cancrivora
Fejervarya cancrivora is een kikker uit de familie Dicroglossidae en het geslacht Fejervarya. De soort werd voor het eerst wetenschappelijk beschreven door Johann Ludwig Christian Carl Gravenhorst in 1829. Oorspronkelijk werd de wetenschappelijke naam Rana cancrivora gebruikt. De soortaanduiding cancrivora betekent vrij vertaald 'krabben etend'.
De kikker is inheems in Zuidoost-Azië met inbegrip van Taiwan, China, de Filipijnen en delen van India. Het dier leeft in mangrovebossen en moerassen en is de enige bekende moderne amfibie die zout water kan verdragen. Het dier wordt door de lokale bevolking gewaardeerd als voedsel, vooral vanwege het vlees aan de achterpoten, en wordt om die reden ook wel op commerciële schaal gekweekt.
Dat Fejervarya cancrivora het zoute zeemilieu kan overleven (onderdompeling in zeewater voor korte periodes of brak water voor langere tijd) heeft te maken met speciale fysiologische aanpassingen. Volwassen dieren kunnen overleven in water met een zoutgehalte van 28‰, en de kikkervisjes zelfs van 39‰. De volwassen dieren hebben voornamelijk kreeftachtigen op het menu staan zoals kleine krabben.

## Synoniemen
- Rana tigrina var. angustopalmata Van Kampen, 1907
- Rana cancrivora raja Smith, 1930
- Fejervarya raja (Smith, 1930)